# Gran Premi Herning
El Gran Premi Herning (també conegut com a GLS Express Grand Prix i Herning) és una competició ciclista danesa d'un sol dia que es disputa des del 1992 a Herning.
Fins al 2002 s'anomenà Gran Premi Midtbank. Entre el 2003 i 2004 adoptà el nom Gran Premi SATS i a partir de 2005 ja integra en el seu nom la ciutat de Herning, tot i tenir diverses variants segons el patrocinador (el 2005 Gran Premi Herning-SATS, el 2006 Gran Premi Herning i a partir del 2007 GLS Express Gran Premi Herning).
Des del 2005 forma part del UCI Europe Tour, amb una categoria 1.1, a excepció del 2009 en què fou 1.2. Entre el 2014 i el 2019 la cursa formà part del calendari nacional danès.
Bjarne Riis, amb tres victòries, és el ciclista que més vegades l'ha guanyat.

## Palmarès
| Any  | Vencedor                   | Segon                   | Tercer                 |
| ---- | -------------------------- | ----------------------- | ---------------------- |
| 1992 | Claus Michael Møller       | Søren Christiansen      | Kim Marcussen          |
| 1993 | Dennis Rasmussen           | Kim Malling Kiaer       | Søren Pedersen         |
| 1994 | Brian Smith                | Carl Christian Pedersen | Bo Hamburger           |
| 1995 | Frédéric Moncassin         | Bo Hamburger            | Søren Mønster          |
| 1996 | Bjarne Riis                | Jan Ostergaard          | Mikael Kyneb           |
| 1997 | Bjarne Riis                | Tayeb Braikia           | Frank Høj              |
| 1998 | Bjarne Riis                | Kurt Asle Arvesen       | Gorazd Štangelj        |
| 1999 | Michael Sandstød           | Arvis Piziks            | Danny Jonasson         |
| 2000 | Michael Sandstød           | Jimmi Madsen            | Nico Eeckhout          |
| 2001 | Rudi Kemna                 | Arvis Piziks            | Mark McCormack         |
| 2002 | Rudi Kemna                 | Cezary Zamana           | Gordon McCauley        |
| 2003 | Frank Høj                  | Jeremy Hunt             | Magnus Bäckstedt       |
| 2004 | Frank Høj                  | Michele Bartoli         | Stefan Kupfernagel     |
| 2005 | Michael Blaudzun           | Joost Van Leijen        | Jimmy Hansen           |
| 2006 | Allan Johansen             | Rik Reinrink            | Alex Rasmussen         |
| 2007 | Kurt Asle Arvesen          | René Jørgensen          | Matti Breschel         |
| 2008 | no es disputa              | no es disputa           | no es disputa          |
| 2009 | René Jørgensen             | Michael Reihs           | Allan Johansen         |
| 2010 | Alex Rasmussen             | Martin Mortensen        | Joost Van Leijen       |
| 2011 | Troels Vinther             | Michael Reihs           | Lars Ytting Bak        |
| 2012 | no es disputa              | no es disputa           | no es disputa          |
| 2013 | Lasse Norman Hansen        | Martin Mortensen        | Rolf Nyborg Broge      |
| 2014 | Morten Øllegaard           | Troels Vinther          | Michael Carbel         |
| 2015 | Asbjørn Kragh Andersen     | Søren Kragh Andersen    | Sebastian Lander       |
| 2016 | Mads Würtz Schmidt         | Jonas Gregaard Wilsly   | Rasmus Bøgh Wallin     |
| 2017 | Michael Carbel             | Andreas Kron            | Alexander Kamp         |
| 2018 | Troels Vinther             | Jonas Aaen Jørgensen    | Casper von Folsach     |
| 2019 | Andreas Stokbro            | Nicklas Amdi Pedersen   | Jacob Hindsgaul Madsen |
| 2020 | no es disputa              | no es disputa           | no es disputa          |
| 2021 | Mads Østergaard Kristensen | Magnus Bak Klaris       | Niklas Larsen          |
| 2022 | Andreas Stokbro            | Mads Rahbek             | Mads Pedersen          |
| 2023 | Mathias Norsgaard          | Rasmus Bøgh Wallin      | Michael Valgren        |
| 2024 | Rasmus Søjberg Pedersen    | Daniel Stampe           | Erik Nygaard Madsen    |
| 2025 | Stian Rosenlund            | Niklas Larsen           | Mads Andersen          |